# Тростянецький завод «Електроприлад»
Тростянецький завод «Електроприлад» — підприємство у місті Тростянець Сумського району Сумської області України.

## Історія

### 1957 - 1991
Тростянецький електротехнічний завод був створений у 1957 році відповідно до шостим п'ятирічним планом розвитку народного господарства СРСР на території колишнього спиртового заводу. У 1960-ті роки на заводі було освоєно випуск електротехнічних виробів господарсько-побутового та промислового призначення (високоамперних рубильників, перемикачів, магнітних пускачів та інше).
У 1960-ті роки обсяг виробництва на заводі зріс у 5,5 разів, асортимент товарів, що випускаються, збільшився (зокрема, було освоєно виробництво прасів), і в 1968 році підприємство отримало нове найменування - Тростянецький завод «Електроприлад». У 1972 року завод виробив продукції 7 млн. карбованців.
Загалом, за радянських часів завод «Електропобутприлад» входив до числа провідних підприємств міста .

### Після 1991
Після проголошення незалежності України державне підприємство було перетворено на відкрите акціонерне товариство.
У травні 1995 року Кабінет міністрів України ухвалив рішення про приватизацію заводу.
5 серпня 2004 року господарський суд Сумської області порушив справу про банкрутство ВАТ Тростянецький завод «Електропобутприлад»
Надалі, підприємство було реорганізовано на товариство з обмеженою відповідальністю Тростянецький завод «Електроприлад».

## Сучасний стан
Завод займається виробництвом вимикачів та роз'єднувачів, призначених для проведення струмів від 630 до 5000 А та напругою до 1200В, що використовуються у сільському господарстві, машинобудівній, гірничодобувній, металургійній, хімічній промисловості, а також на морському транспорті. Також завод виготовляє металеві (штампи, прес-форми, ливарні форми та інші) та пластмасові вироби та надає послуги термічної обробки деталей.
На заводі працює цех гальванічного цинкування із проектною потужністю до 300 тонн на рік.